# Удружење грађана „Јадовно 1941.”
Удружење грађана „Јадовно 1941.” (пун назив: Удружење потомака и поштовалаца жртава компекса усташких логора Јадовно 1941)  основана 25. децембра 2009. године, решењем Основног суда у Бањој Луци. Удружење jе непрофитна, невладина и неполитичка организација, која дјелује на подручју Републике Српске, а окупља потомке и поштоваоце жртава из цијелог свијета.

## Циљеви и дјелатност (мисија)
Циљеви Удружења, у оквиру опште мисије управљене на сјећање на жртве, су:
- Да крашке jаме на Велебиту, у које су жртве усташког безумља биле бацане, буду лоциране и истражене. Својим истраживањима проф. др Ђуро Затезало дошао jе до података о 32 крашке jаме над којима су ликвидиране жртве. О 21 jами постоје детаљнији подаци. Предстоји рад на лоцирању и прикупљању података о преосталим безданим jамама.
- Да посмртни остаци жртава буду ексхумирани и достојно сахрањени. За оваj задатак потребно jе формирати екипу коју би чинили судско-медицински стручњаци, спелеолози и форензичари, а чији циљ би био израда и спровођење пројекта ексхумације посмртних остатака жртава.[2]
- Да се сагради достојно централно спомен-обиљежије са костурницом. Подручије бившег комплекса усташких логора Јадовно обухвата бившу казнионицу у Госпићу са помоћним објектима у околини тога града, дио планине Велебит, дио Велебитског канала и дио острва Пага са приобаљем. Због тога би спомен-костурница са припадајућим спомен-обиљежјем требала бити лоцирана на путу страдања од Госпића преко Башких Оштарија до Карлобага.
- Да се настави рад на допуњавању постојећег именичног пописа побијених жртава. Дугогодишњи рад проф. др Ђуре Затезала резултирао jе поименичним списком од око 10.502 жртве. Проф. др Ђуро Затезало jе оваj списак уступио Удружењу на кориштење. За кратко вријеме наведени списак, са могућношћу претраживања, биће доступан на овим интернет страницама. Путем свих расположивих медија потребно jе обавијестити и анимирати потомке оних жртава, којих нема на том списку, да нам пошаљу податке о својим побијеним прецима како бисмо на таj начин могли наставити рад на допуњавању пописа. (Музеj геноцида из Београда Удружењу jе уступио Образац за евидентирање жртава).
- Да се достојно обиљеже мјеста ликвидације, те отворе и означе путеви до тих мјеста. Ионако малобројна спомен-обиљежја постављена од 1957. до 1986. године готово у потпуности су уништена. На подручју бившег комплекса логора тренутно не постоји нити jедна спомен-плоча, нити jедан путоказ. Путеве до стратишта потребно jе отворити и означити. Мјеста ликвидација потребно jе достојно обиљежити.
- Да се одреди датум: Дан сјећања на жртве комплекса усташких логора Јадовно 1941. За комплекс логора Јадовно до данас није одређен датум који би сјећао и опомињано на трагедију, која се ту догодила, и на који би се потомци жртава окупљали, одали им дужну пошту и положили вијенце.[3]
- Да се на адекватан начин обиљежи мјесто масовних ликвидација на локалитетима Слана и Метајна на острву Пагу. О злочину на острву Пагу, поред неколико свједочења преживјелих логораша и судских изјава џелата, постоји и низ драгоцјених докумената италијанских окупационих снага, које су на овом подручју крајем октобра 1941. успоставиле и своју цивилну власт, а затим извршиле асанацију подручја логора. До посљедњег рата на подручју бившег логора Слана постојала jе само jедна мала спомен-плоча. На камењару у који су италијански војници након спаљивања затрпали пепео жртава не постоји нити jедно обиљежје. У приобаљу локалитета Слана, у коме су хиљаде заточеника ликвидиране и са каменом око врата бачене у море, не постоји никакво знамење.
- Да се елиминише испродукована шутња о злочину и мјесту његова догађања. Свим доступним медијским средствима потребно jе у континуитету радити на објелоданивању истине о комплексу логора Јадовно.
- Да се едукативним активностима млади нараштаји на примјеру Јадовна уче о неприхватљивости фашизма као идеологије општег зла, мржње међу људима и међусобног истребљења.

## Активности удружења
- Подршка истраживању и откривању злочина почињених у комплексу усташких логора Јадовно, како би се о њима обавијестио свијет и осигурала правда за жртве.
- Чување успомена на невине жртве фашистичког терора.[4]
- Сакупљање и архивирање свих доступних штампаних, фото, видео и електронских записа везаних за комплекс усташких логора Јадовно.
- Сарадња са сличним удружењима у земљи и иностранству као и појединцима који се баве овом и сличним темама ради размјене информација и организовања заједничких активности.[5]
- Остварење сарадње са институцијама у земљи и иностранству.
- Организовање округлих столова, изложби, презентација и других сличних манифестација у циљу употпуњавања сазнања везаних за комплекс усташких логора Јадовно.
- Издавачка дјелатност: штампана и електронска.
- Реаговање, путем средстава jавног информисања, на иступе, написе и публикације везане за жртве фашистичког терора.
- Институционална борба против сваког облика фашизма, нацизма, мржње, расне и вјерске нетрпељивости.
- Промоција људских права и достојанства човјека.
- Промоција антифашистичких начела и антифашизма у ширем смислу као цивилизацијске и моралне тековине људскога рода.